# 日本ピーエス
株式会社日本ピーエス（にっぽんピーエス）は、福井県敦賀市に本社を置く建設業者。橋梁を中心とした「プレストレストコンクリート構造物」の設計と施工を行っている。

## 概要
株式会社日本ピーエスは、敦賀市に本社、全国に7つの支店（仙台、東京、福井、名古屋、大阪、広島、福岡）を置き、プレストレストコンクリート構造物の専業者として、社会インフラの整備に携わっている日本を代表する橋梁メーカーの一つである。
著名な施工物件としては、高さ118mの高橋脚を持つ「鷲見橋」（東海北陸自動車道）があり、日本ピーエスは昭和コンクリート工業とともに上部工を担当した。オリエンタル工業とのJVで担当した常磐自動車道の木戸川橋・井出川橋上部工事ではスパンバイスパン工法を採用、同工法では一部のセグメントを地上から設置するのが通常であるところ、全セグメントを既設の桁上から設置する手法を初めて実現した。
社会貢献の分野では従業員の子育て支援に取り組んでおり、2006年には「父親子育て応援企業」として福井県の表彰を受けた。また2009年には福井ミラクルエレファンツ支援のため、他の県内企業とともに支援組織「福井を元気にする会」の結成に加わっている。

## 沿革

### 三菱重工の北陸進出
太平洋戦争末期、日本列島の太平洋側ではアメリカ軍の攻撃により船舶の航行が困難となったことに加え、満州との連絡も重要となってきたことから、日本海軍は日本海側の港湾で船舶修理機能の整備を進め、太平洋側に位置する各造船所に対して日本海側への進出を要請していた。三菱重工業横浜造船所はこの要請に応じて1945年（昭和20年）、石川県七尾市で現地の工場を買収して七尾工作部を設置、敦賀（福井県）、伏木（富山県）にも工場を設けて七尾の分工場とした。敦賀では大友昆布工場の製箱工場や倉庫を転用して工場が設けられた。

### PC研究
戦後、七尾工作部は横浜造船所から分離されて七尾造船所となり、1950年（昭和25年）には財閥解体に伴う三菱重工業の分割により東日本重工業の管轄となった。この時期は材料の不足により本来の造船は行えず、集魚灯や農機具の製造も行って自活を図っていた。自活のために業務多角化を行う中で、国鉄が木材に代わってプレストレスト・コンクリート（PC）を用いた枕木導入を計画していることを知った七尾造船所は、1950年（昭和25年）より七尾でPC研究を行い、1951年（昭和26年）にはPC枕木の製造を開始、同年七尾市内では日本初のPC橋である長生橋の架橋に着手するなど、成果をあげていた。
一方で本来の造船業の業績は芳しくなく、1951年（昭和26年）に赤字決算を記録。合理化を迫られた東日本重工業は七尾造船所の閉鎖を決定、敦賀工場も閉鎖されることになった。敦賀港唯一の鋼船修理施設が閉鎖されるという事態に敦賀市は対応に苦慮、七尾造船所も公益上の観点から廃業届をいったん取り下げ、当面は運営を継続すると表明するなど、この問題は曲折を経た。結局、敦賀工場長を介して七尾におけるコンクリート試作を知り、以前から事業に関心を持っていた敦賀海陸運輸社長の有馬義夫が社長となって新会社を設立、敦賀工場の人員と鋼船修理業務を引き継ぐとともに、新たにPC製造にも乗り出すことになった。

### 会社設立

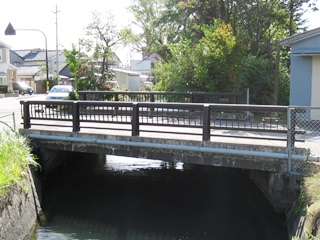
十郷橋（2013年10月）

新会社は1952年（昭和27年）4月1日、敦賀ピー・エス・コンクリート株式会社の名称で設立された。七尾でも同様の経緯を経てピー・エス・コンクリート株式会社が設立された。設立後は製造設備の整備に着手、6月には起業式を行い、製品の試作を開始した。1951年（昭和26年）に工場設置奨励条例を制定し市内への工場誘致をはかっていた敦賀市は、設立初年から奨励金を支給し、新会社を支援した。
1952年9月には阪神電気鉄道から橋上歩道板を受注、これが受注第一号となり、以降は国鉄からも橋上歩道板を受注したほか、三井鉱山や敦賀セメントからも受注を得た。1953年（昭和28年）5月には福井県より十郷橋（東十郷村、後の坂井市）の架け替え工事を受注した。この工事を機に受注が増大、7月には1000万円に増資して工場設備の拡充にあてたが、この年は各地で水害が相次いだことから復旧需要が高く、受注をさばききれない状況となった。

### 社名変更と事業拡大
1954年（昭和29年）には社名から「敦賀」を外し、「日本ピー・エス・コンクリート株式会社」に改名した。改名は七尾のピー・エス・コンクリート株式会社に対する対抗意識から、七尾より先に「日本」を冠した社名にしよう、という狙いもあったとされる。
同年には用地拡張のため、市内の旧小松製作所用地の取得斡旋を市に依頼した。小松製作所は戦時中、軍の要請で敦賀駅東南の水田に工場の建設を開始したが、中途で終戦を迎え、1948年（昭和23年）に工場は売却された。用地は駅にも近く工場適地であったことから、さまざまな企業が進出を予定していたが、未使用のまま放置され、現所有者による利用の見込みもないことから市が斡旋に応じ、鉄道引込線用地も提供するなど便宜をはかった。1955年（昭和30年）には新用地で工場が完成した。
この時期には工法の特許が期限を迎え、他社の参入で競争が激化することが予想されたことから、1956年（昭和31年）3月には大阪営業所を開設、以降は名古屋（1958年4月）、東京（同12月）、福岡（1959年8月）と、全国に営業所を展開、営業力を強化した。1960年（昭和35年）以降は工場合理化総合計画を推進、生産力を強化し、高速道路や国鉄線の新設に備えるとともに、巻き返しつつあった鋼橋業者に対抗した。この時期に第三工場やセメントサイロ、砕石設備が完成した。

### 談合問題
2000年から2004年にかけて、国や福島県の発注する工事の入札で談合を行ったとして、2004年に公正取引委員会から排除勧告を受け、審判で争ったが、2010年5月26日に勧告を受け入れた。これを踏まえ、福井県は日本ピーエスを5カ月間の指名停止とした。2011年には、福井県会計局技幹を北陸支店技術部長として迎える、天下りの受け入れを行っていることが、県により公開された。

### 年表
- 1952年（昭和27年）4月 - 敦賀ピー・エス・コンクリート株式会社として創業。
- 1954年（昭和29年） - 日本ピー・エス・コンクリート株式会社に社名変更。
- 1961年（昭和36年）10月 - 日本ピーエスコンクリート労組結成[41]。
- 1992年（平成 4年） - 株式会社日本ピーエスに社名変更。
- 1998年（平成10年） - 国際標準化機構 ISO9001（品質）取得[42][43]。
- 2004年（平成16年） - 国際標準化機構 ISO14001（環境）取得[44]。

## 許可／登録／認証類
- 福井県知事登録（ロ）第489号
- 建設大臣登録（ニ）第4844号[45]
- 建設大臣許可（特-47）第231号
- 建設大臣許可（特-7）第231号